# Edith Collier

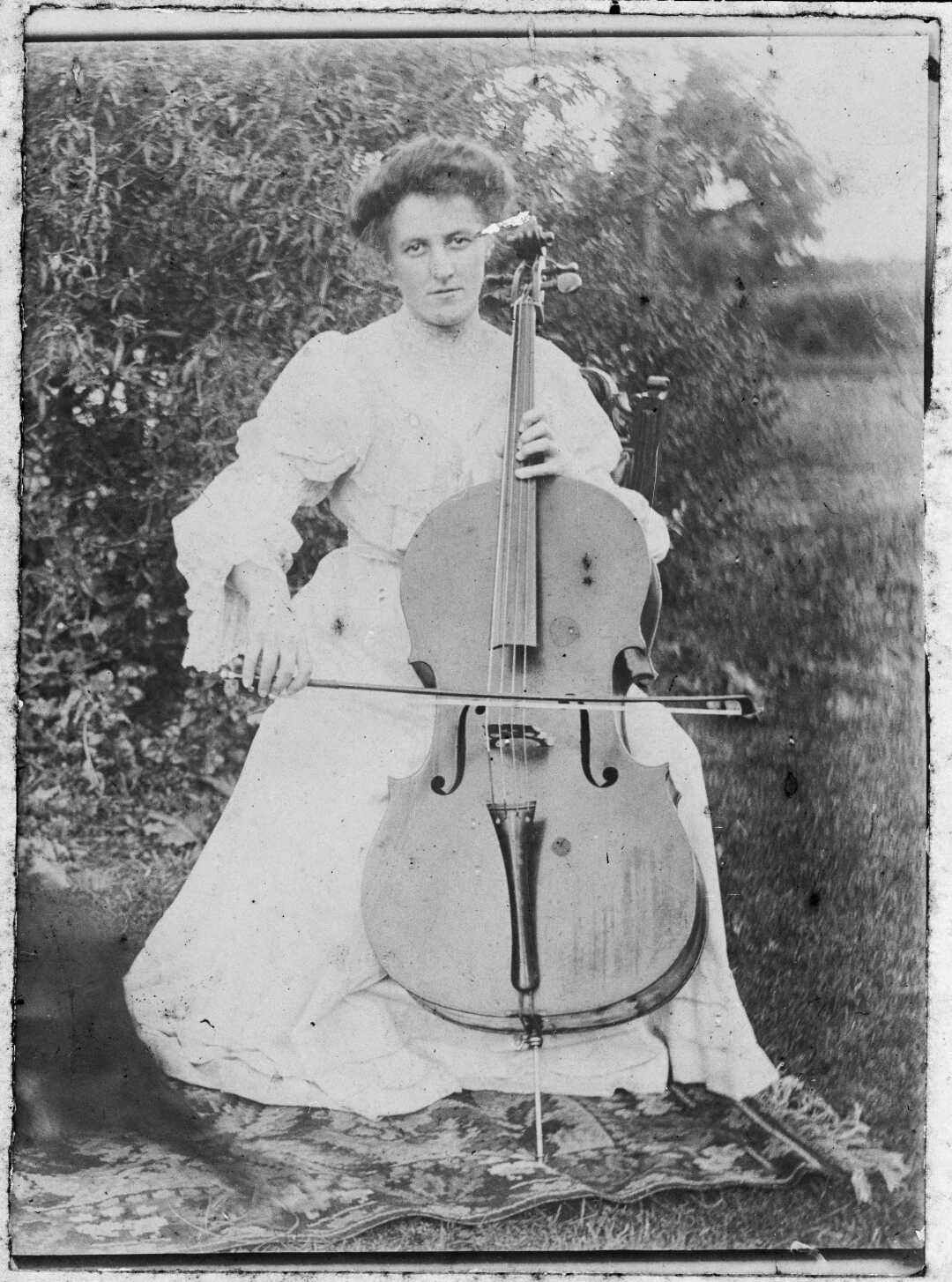
Edith Marion Collier mit ihrem Cello
(1913)

Edith Marion Collier (* 28. März 1885 in Wanganui, Manawatu-Wanganui, Neuseeland; † 12. Dezember 1964 in Wanganui) war eine neuseeländische Malerin und Cellistin.

## Leben
Edith Marion Collier wurde am 28. März 1885 als ältestes von 10 Kinder der Familie Eliza Catherine Parkes und Henry Collier, einem Großgrundbesitzer und Betreiber einen Musikladens, in Wanganui geboren. Die Familie war insgesamt musikalisch und aktive Mitglieder der St. Paul’s Presbyterian Church in dem Ort. Edith besuchte anfänglich die örtliche Grundschule, gefolgt von dem Wanganui Girls’ College. Sie entwickelte sich zu einer versierten Cellistin und spielte in ihrer Familie zusammen mit ihrem Vater Kammermusik im Familienquartett. Auch zeigte sie wachsendes Interesse an der Malerei.
1903 schrieb sie sich an der Wanganui Technical School ein, um ein Kunststudium zu beginnen. Dort wurde sie von den neuseeländischen Malerinnen Ivy Copeland und Minnie Izett unterrichtet und ab 1909 von dem englischen Maler
Dennis Seaward.

## Großbritannien und Irland

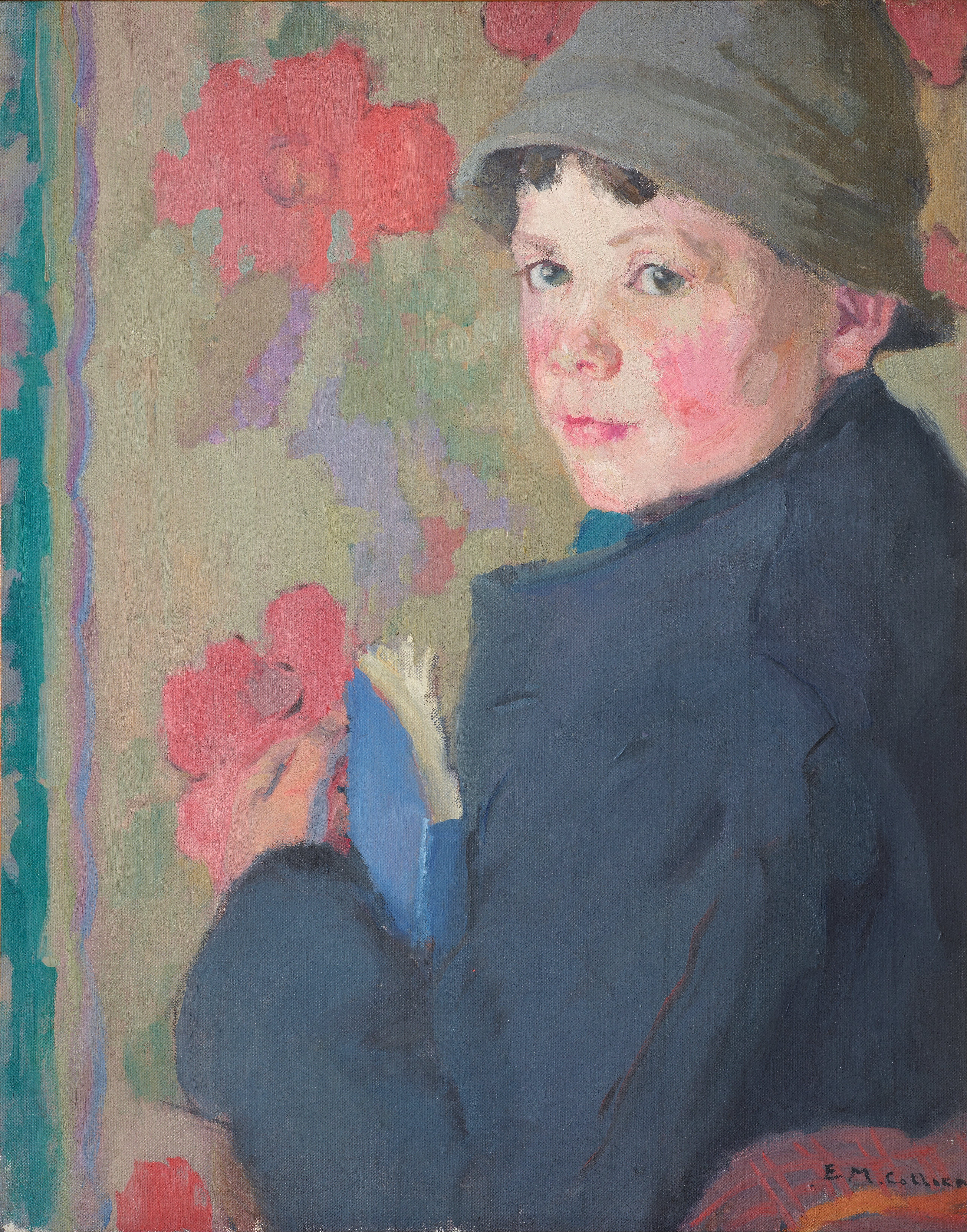
Little schoolboy of Bonmahon
(ca. 1915)

1912 verließ sie ermutigt von dem Maler Herbert Babbage Neuseeland, um in London ihr Studium der Malerei fortzusetzen. Sie wohnte mit anderen Studentinnen zusammen im Queen Alexandra’s House und nahm an dem Unterricht an der St John’s Wood Art Schools teil, einer Schule, die konservativ ausgerichtet war und die sie bald desillusioniert verlassen sollte. Sie kam in London in Kontakt mit der australischen Künstlerin Margaret McPherson, die später unter dem Namen Margaret Preston bekannt werden sollte. Sie freundete sich mit ihr an und verbrachte 1914 mehrere Wochen in McPhersons Sommerkunstkursen in Irland in dem Ort Bonmahon in dem County Waterford. 1915 nahm sie erneut teil und blieb zwischen sieben und acht Monaten, doch zum Herbst des Jahres wurde die Schule wegen des Zweiten Weltkriegs aufgelöst und sie kehrte zurück nach London, wo sie ein Dachzimmer am Leinster Square 5 bezog.
Sie arbeitete und reiste weiterhin mit Margaret McPherson und stellte ihre Arbeiten vor allem im Kunstvereinen für Frauen in London aus. 1917 konnte sie auf der Society of Women Artists’ einige ihrer Werke ausstellen, wo ihre Werke positiv bewertet wurden. Nach dem Ende des Kriegs blieb sie in England und stellte 1920 auf einer Ausstellung des Women’s International Art Club aus. Im selben Jahr nahm sie Unterricht bei der neuseeländischen Malerin Frances Hodgkins, die zu der Zeit in St Ives in Cornwall weilte.

## Zurück nach Neuseeland
Im Dezember 1921 verließ Collier England und kehrte, überredet von ihrer Familie, wieder nach Neuseeland zurück. Sie übernahm Verantwortung innerhalb der Familie und hatte für ein paar Jahre wenig Zeit für ihre Kunst. Von 1927 bis 1928 reiste sie zum Malen nach Kāwhia, wo ihre besten neuseeländischen Werke entstanden. In den beiden Jahren stellte sie auch ihre Werke auf der Ausstellung der New Zealand Academy of Fine Arts aus und 1929 sowie 1931 auf der Ausstellung The Group. 1937 gehörten einige ihre Bilder zu denen, die Neuseeland auf der Empire Artists’ Exhibition in London repräsentierten. Collier wurde für ihre Art zu malen in Neuseeland nach ihrer Rückkehr heftig kritisiert und dass ihr Vater die meisten ihrer Gemälde von weiblichen Akten verbrannte, setzte ihr sehr zu. Sie malte zunehmend weniger und fand sich immer weniger kreativ.
Edith Marion Collier verstarb am 12. Dezember 1964 in Wanganui. Die meisten ihrer Werke befinden sich in der Sarjeant Gallery Te Whare o Rehua Whanganui in Wanganui und im Museum of New Zealand Te Papa Tongarewa in Wellington.